# Decima Flottiglia MAS
La Decima Flottiglia MAS (Decima Flottiglia Mezzi d’Assalto (Décima Flotilla de Vehículos de Asalto), también conocida como La Decima o X MAS) fue una unidad de Comando de buzos militares de la Regia Marina italiana, creada durante el régimen fascista.
El acrónimo MAS hace referencia a varias lanchas torpederas ligeras usadas por la Regia Marina durante la Primera Guerra Mundial y la Segunda Guerra Mundial.
La Decima MAS estuvo activa durante la Batalla del Mediterráneo y tomó parte en ataques contra barcos Aliados. Esas operaciones involucraban lanchas torpederas (como en el hundimiento del HMS York), torpedos tripulados (como la Incursión en Alejandría, donde fueron hundidos los acorazados HMS Valiant y HMS Queen Elizabeth) y buceadores de combate del  Grupo Gamma (contra Gibraltar). 
Durante la guerra, la Decima MAS participó en más de una docena de operaciones que hundieron o dañaron 12 unidades de guerra y 30 barcos mercantes, totalizando 247.743  toneladas.
Después del derrocamiento de Benito Mussolini en 1943, Italia se retiró del Pacto Tripartito y se unió a los Aliados. Algunos hombres de la Decima MAS que estaban estacionados en el norte de Italia bajo ocupación alemana, se alistaron para combatir por Mussolini en la recientemente formada República Social Italiana (Repubblica Sociale Italiana o RSI), conservando el título de la unidad aunque fueron principalmente empleados como una unidad antipartisanos en tierra. Otros hombres de la Decima MAS que se hallaban en el sur de Italia u otras áreas bajo ocupación Aliada, se unieron a la Armada Cobeligerante italiana como parte de la unidad Mariassalto (Asalto Naval).

## Antecedentes históricos
En la Primera Guerra Mundial, el 1 de noviembre de 1918, Raffaele Paolucci y Raffaele Rossetti de la Regia Marina montaron sobre un torpedo humano (apodado Mignatta, "Sanguijuela" en italiano) y entraron al puerto de Pola, donde hundieron al acorazado austrohúngaro SMS Viribus Unitis y al carguero Wien usando minas lapa. No tenían equipos de respiración bajo el agua y debieron mantener sus cabezas sobre la superficie para respirar. Fueron descubiertos y hechos prisioneros cuando intentaban salir del puerto.
En la década de 1920, la pesca submarina deportiva sin usar aparatos de respiración se hizo popular en las costas mediterráneas de Francia e Italia. Esto estimuló el desarrollo de los modernos aletas, máscaras de buceo y esnórqueles.
En la década de 1930, los pescadores submarinos italianos empezaron a emplear recirculadores industriales o para abandonar submarinos, dando inicio al buceo en Italia.
Cuando en 1935 la Italia fascista de Mussolini invadió Etiopía, el Reino Unido mostró su protesta enviando a gran parte de su flota al Mediterráneo. Ante esta demostración de superioridad naval aplastante, algunos oficiales de la Regia Marina italiana decidieron aplicar tácticas similares a las empleadas en la Primera Guerra Mundial para atacar a sus futuros enemigos en puerto.

## Orígenes de la unidad

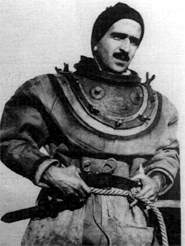
Teseo Tesei, Inventor del torpedo humano.

Este nuevo tipo de buceo llamó la atención de la Regia Marina, que fundó la primera Unidad Especial de buzos militares, después copiada por la Royal Navy y la Armada de los Estados Unidos. El Cap. de Fragata Paolo Aloise fue el primer comandante de la 1ª Flottiglia Mezzi d’Assalto (Primera Flotilla de Vehículos de Asalto), formada en 1939 como resultado de las investigaciones, desarrollo y esfuerzos de los mayores Teseo Tesei y Elios Toschi del Cuerpo de Genio Naval. Ellos resucitaron el concepto de torpedos humanos de Paolucci y Rossetti.
En 1941 el Comandante Vittorio Moccagatta reorganizó a la Primera Flotilla en la Decima Flottiglia MAS, y divide la unidad en dos partes: un grupo de superficie que emplea lanchas rápidas explosivas, y un grupo submarino que emplea torpedos tripulados llamados SLC (Siluri a Lenta Corsa, apodados Maiale o "cerdos"  por sus tripulantes)  así como nadadores de asalto “Gamma” (nuotatori) que empleaban minas lapa. Moccagatta también creó la escuela de entrenamiento de buzos militares en la base San Leopoldo de la Academia Naval Italiana en Livorno.

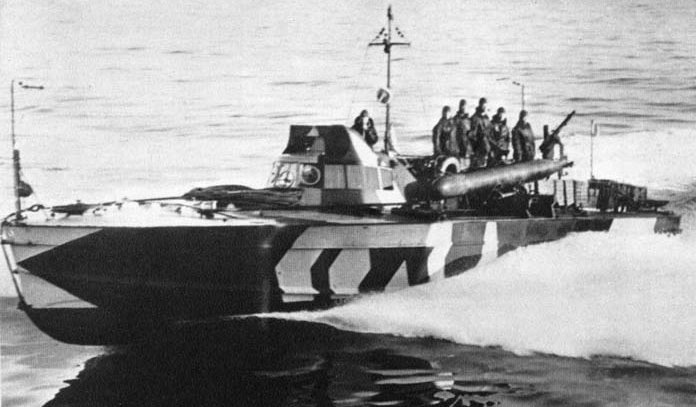
Motoscafo Armato Silurante.

## Historial de combate
La Decima MAS entró en combate el 10 de junio de 1940, cuando la Italia fascista entró a la Segunda Guerra Mundial. En más de tres años de guerra, la unidad destruyó unas 72 190 t de buques de guerra Aliados y 130 572 t de buques mercantes Aliados. Los miembros de la unidad hundieron a los acorazados de la Royal Navy HMS Valiant y HMS Queen Elizabeth (ambos fueron reflotados después de meses de trabajo, para volver a combatir), averiaron al crucero pesado HMS York y al destructor HMS Eridge, dañaron al destructor HMS Jervis y hundieron o dañaron 20 buques mercantes, inclusive barcos de reavituallamiento y petroleros. Durante el transcurso de la guerra, la Decima MAS recibió la Medalla de Oro al Valor Militar y sus miembros recibieron un total de 29 de estas medallas, 104 Medallas de Plata al Valor Militar y 33 Medallas de Bronce al Valor Militar.

### Crónica de las operaciones

#### 1940

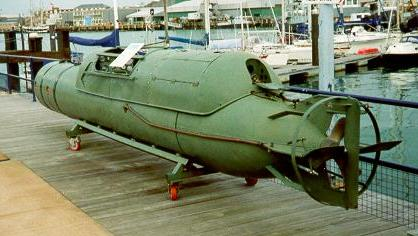
Un Siluro San Bartolomeo expuesto en el Museo del Submarino de la Royal Navy en Gosport, Reino Unido.

- 10 de junio de 1940: Benito Mussolini declara la guerra al Reino Unido.
- 22 de agosto de 1940: mientras se preparaban para atacar la base naval británica de Alejandría, Egipto, el submarino italiano Iride (que transportaba cuatro Maiale y a sus diez tripulantes) y el buque de apoyo Monte Gargano fueron atacados y hundidos en el Golfo de Bomba cerca de Tobruk, por torpederos británicos Fairey Swordfish con base en tierra. Teseo Tesei sobrevivió al ataque, pero la tripulación del submarino tuvo muchas bajas.[6]
- 21 de septiembre de 1940: el submarino italiano Gondar zarpó de La Spezia hacia Alejandría, transportando tres Maiale y a sus ocho tripulantes. El Gondar llegó a Alejandría en la tarde del 30 de septiembre, pero fue observado por destructores británicos y australianos, que lo atacaron. Severamente dañado, fue forzado a emerger y su propia tripulación lo hundió. Esta fue capturada junto a los hombres de la Decima MAS (entre los cuales estaba Elios Toschi).
- 24 de septiembre de 1940: el submarino italiano Scirè, al mando del comandante Junio Valerio Borghese, zarpó de La Spezia transportando tres torpedos humanos y a sus ocho tripulantes, para un planeado ataque contra la base naval británica de Gibraltar. La operación se canceló cuando la flota británica zarpó del puerto antes de la llegada del submarino.
- 21 de octubre de 1940: el Scirè zarpó de La Spezia y de nuevo se dirigió a Gibraltar transportando tres torpedos humanos y a sus ocho tripulantes. Los buzos de la Decima MAS lograron entrar al puerto, pero no pudieron atacar los buques de guerra debido a problemas técnicos con los torpedos humanos y los equipos de buceo. Solamente un torpedo humano logró acercarse a un blanco, el acorazado HMS Barham. La mina explotó, pero no produjo daños importantes. Los dos tripulantes del torpedo humano, Gino Birindelli y Damos Paccagnini, fueron capturados por los británicos. Los otros cuatro (entre ellos Teseo Tesei) lograron llegar a España y regresaron a Italia. La Decima MAS ganó una valiosa experiencia en esa operación. Gino Birindelli recibió la Medalla de Oro al Valor Militar y Damos Paccagnini la Medalla de Plata al Valor Militar.

#### 1941
- 25 de marzo de 1941: los destructores italianos Crispi y Sella zarparon en la noche de la isla de Leros en el Mar Egeo, transportando cada uno tres pequeñas lanchas explosivas (Motoscafo da Turismo) de 2 t de la Decima MAS. Cada lancha explosiva (apodada barchino, botecito en italiano) transportaba en su proa una carga explosiva de 300 kg. Las embarcaciones monoplaza fueron lanzadas por los destructores a 10 millas de la Bahía de Suda, Creta, donde varios buques de guerra y buques auxiliares británicos estaban anclados. Las lanchas explosivas estaban especialmente equipadas para abrirse paso a través de obstáculos tales como redes antitorpedo; el piloto viraba la lancha de asalto en un curso de colisión hacia su blanco y saltaba de ésta antes del impacto y la subsiguiente explosión. Una vez dentro de la bahía, las seis lanchas localizaron sus blancos: el crucero pesado HMS York, un gran petrolero (el Pericles noruego, de 8300 t), otro petrolero y un mercante. Dos lanchas impactaron al York en el centro, inundando las calderas y pañoles de munición de popa. El Pericles fue severamente dañado y encalló, mientras que el otro petrolero y el buque carguero se hundieron. Los otros barchini aparentemente fallaron sus blancos y uno de ellos alcanzó la playa. Los seis marineros italianos que participaron en el ataque fueron capturados. El averiado York fue hundido más tarde por su propia tripulación con cargas de demolición antes de la captura de Creta por los alemanes, mientras que el Pericles se hundió en abril de 1941 cuando se dirigía a Alejandría.
- 25 de mayo de 1941: el submarino Scirè zarpó de La Spezia transportando tres torpedos humanos. En Cádiz, España, embarcó en secreto a ocho miembros de la Decima MAS. En Gibraltar no encontraron buques de guerra porque a los HMS Renown, HMS Ark Royal y HMS Sheffield se les ordenó dirigirse al Atlántico para atacar al Bismarck. Los torpedos humanos nuevamente tuvieron problemas técnicos al tratar de atacar infructuosamente un carguero. Sus tripulantes regresaron a Italia vía España.
- 26 de junio de 1941: se planeó un ataque contra Malta similar al del 26 de julio (véase abajo), pero fue cancelado debido al mal tiempo.[7]
- 26 de julio de 1941: dos Maiale y dos lanchas torpederas MAS (inlcusive seis barchini) atacaron sin éxito el puerto de La Valetta, Malta. La fuerza fue detectada por un radar británico, pero las baterías costeras no abrieron fuego hasta que los italianos estuvieran a corto alcance. Murieron 15 miembros de la Decima MAS (entre ellos el comandante Moccagatta) y 18 fueron capturados. Teseo Tesei y el Maestre Alcide Pedretti iban a bordo de un torpedo humano y murieron a la altura del Fuerte de San Telmo, mientras trataban de destruir las defensas exteriores del puerto. El teniente Franco Costa y el sargento Luigi Barla habían perdido su rumbo, por lo que hundieron su torpedo humano y nadaron hacia la orilla de la Bahía de San Jorge, a dos millas al noroeste de La Valeta. Su Maiale fue recuperado por los británicos, siendo el primer ejemplar que pudieron examinar.[7] Todas las 6 lanchas explosivas, los dos torpedos humanos y dos lanchas torpederas MAS (MAS 451 y MAS 452[8]) se perdieron en combate, una de estas últimas fue hallada a la deriva mar adentro por los británicos y remolcada a puerto por un hidroavión. El desastre obligó a la unidad a efectuar un gran replanteo de sus operaciones. El comandante Ernesto Forza fue nombrado Comandante de la Decima MAS.[9] mientras que Borghese fue nombrado líder del grupo de armas submarinas.[10]
- 10 de septiembre de 1941: el submarino Scirè zarpó de La Spezia transportando tres torpedos humanos. En Cádiz , España, embarcó en secreto a sus ocho tripulantes. En Gibraltar, los torpedos humanos hundieron tres barcos: los petroleros Denbydale y Fiona Shell, y el carguero Durham. Los seis tripulantes de los torpedos humanos nadaron a España y regresaron a Italia, donde fueron condecorados al igual que la tripulación del Scirè.
- 3 de diciembre de 1941: el submarino Scirè zarpó de La Spezia transportando tres torpedos humanos para llevar a cabo la Incursión de Alejandría. En la isla de Leros en el Egeo, se embarcaron seis tripulantes de la Decima MAS, entre los cuales estaban el teniente Luigi Durand de la Penne. El 18 de diciembre, el Scirè soltó los torpedos humanos a 1,3 millas del puerto comercial de Alejandría y estos entraron al puerto cuando los británicos bajaron la red defensiva para dejar pasar a tres destructores de la Royal Navy. Tras muchas dificultades, de la Penne y su segundo Emilio Bianchi acoplaron exitosamente una mina lapa bajo el HMS Valiant, pero tuvieron que emerger mientras trataban de escapar y fueron capturados. Se negaron a responder las preguntas de sus captores y fueron encerrados en un compartimiento del Valiant. Quince minutos antes de la explosión, de la Penne pidió hablar con el capitán del Valiant y le informó de la inminente explosión, pero rechazó ofrecer más información. Fue llevado de vuelta al compartimiento, pero ni él ni Bianchi resultaron hericos por la detonación de la mina. Los otros cuatro tripulantes de torpedos humanos también fueron capturados, pero sus minas hundieron al Valiant, al acorazado HMS Queen Elizabeth y al petrolero noruego Sagona, dañando gravemente al destructor HMS Jervis. Los dos acorazados se hundieron en aguas someras, por lo que fueron reflotados. Sin embargo, estuvieron en reparaciones por más de un año.

#### 1942

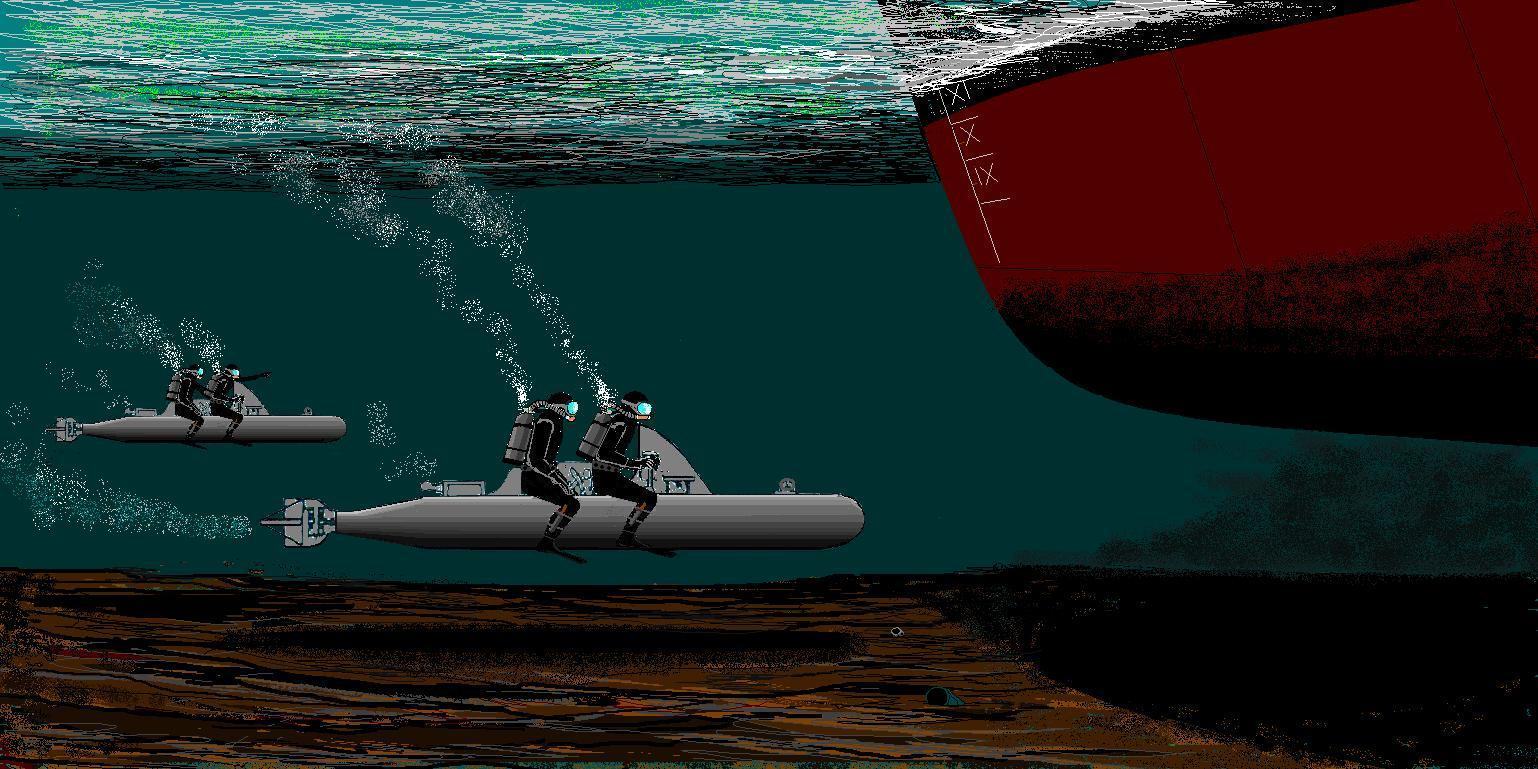
Imagen generada por computadora de un ataque con torpedos humanos (erróneamente muestra a los buzos empleando escafandras autónomas; en realidad emplearían recirculadores: tienen una mayor duración y no generan burbujas que revelarían su ubicación).

- 29 de abril de 1942: el submarino italiano Ambra partió de La Spezia transportando tres torpedos humanos. En la isla de Leros se embarcaron en secreto sus seis tripulantes. El 14 de mayo, el Ambra llegó a Alejandría y hundió un muelle flotante británico. Pero fue observado y tuvo que cancelar la misión. Todos los tripulantes de los torpedos humanos fueron capturados.
- Julio de 1942: buceadores de combate destacados en una base secreta a bordo del petrolero italiano Olterra, que se hallaba internado en Algeciras, cerca de Gibraltar. Todos los materiales debían ser transportados en secreto a través de España, lo cual limitaba las operaciones.
- 13 de julio de 1942: doce buzos nadaron desde la costa de Algeciras hasta el puerto de Gibraltar, instalaron explosivos y volvieron sin percances. Fueron hundidos cuatro barcos.
- 10 de agosto de 1942: el submarino italiano Scirè fue hundido por el arrastrero armado HMT Islay mientras trataba de atacar el puerto de Haifa en el Mandato Británico de Palestina. Llevaba a bordo 11 buceadores.[11]
- 29 de agosto de 1942: el destructor Clase Hunt HMS Eridge fue torpedeado a corta distancia por una lancha MTSM, versión torpedera de la Motoscafo Turismo Modificato, cerca de El Daba. Murieron seis tripulantes. El HMS Eridge fue remolcado a Alejandría, pero al poco tiempo fue declarado como una "perdida constructiva total" y desmantelado en 1946.[12]
- 4 de diciembre de 1942: el Ambra zarpó de La Spezia para atacar Argel, transportando buceadores y dos torpedos humanos. Diez buzos militares equipados con minas lapa nadaron junto a los torpedos humanos, pero debido a la distancia no lograron alcanzar el puerto y atacaron barcos anclados fuera de este, hundiendo a dos y dañando a otros dos más.
- 17 de diciembre de 1942: seis buceadores a bordo de tres torpedos humanos salieron del Olterra para atacar en Gibraltar tres buques de guerra británicos, el Nelson, el Formidable y el Furious. Un buque patrullero británico eliminó a la tripulación de un torpedo humano (el teniente Visintini y el Maestre Magro) con una carga de profundidad. Sus cadáveres fueron recuperados y sus aletas empleadas por dos buzos vigías de Gibraltar, Sydney Knowles y el comandante Lionel Crabb (que bucearon con Aparatos de Escape Davis y nadaron estilo braza). Otro buque patrullero británico observó a otro torpedo humano, lo persiguió y le disparó, capturando a sus dos tripulantes. El torpedo humano restante volvió al Olterra con solo un tripulante.

#### 1943
- 8 de mayo de 1943: tres torpedos humanos partieron del petrolero Olterra para atacar Gibraltar con mal tiempo y hundieron dos cargueros británicos y un carguero estadounidense Clase Liberty. Los tres torpedos humanos regresaron sin percances al Olterra.
- Mayo de 1943: Borghese es nombrado Comandante de la unidad cuando Forza regresa al mar.[13]
- 25 de julio de 1943: Benito Mussolini es derrocado por el Mariscal de Campo Pietro Badoglio.
- Julio de 1943: un buzo de la Decima MAS hundió o dañó al barco Kaituna (10 000 t) en Mersin, Turquía.[14]
- 3 de agosto de 1943: en la tarde, tres torpedos humanos partieron del Olterra para atacar Gibraltar. Hundieron tres buques cargueros, uno de estos siendo un Clase Liberty estadounidense, regresando al Olterra. Un buzo fue capturado.
- Agosto de 1943: un buzo de la Decima MAS hundió o dañó al buque carguero noruego Fernplant (7000 t) en Iskenderun, Turquía.[14]

#### Armisticio

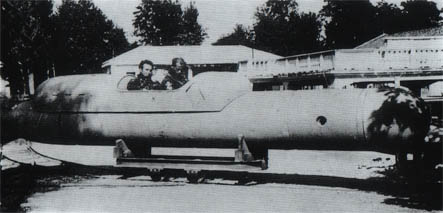
Prueba del Siluro San Bartolomeo, con el que se pensaba atacar el puerto de Nueva York.

- 8 de septiembre de 1943: el nuevo gobierno de Pietro Badoglio firmó un armisticio con los Aliados. El Olterra fue remolcado a Gibraltar y los británicos descubrieron lo que había sucedido a bordo de este. Los siguientes ataques contra Gibraltar empleando el nuevo y más grande reemplazo del SLC, el Siluro San Bartolomeo, así como una incursión en Nueva York, fueron cancelados debido a la rendición italiana.

### Lista de barcos Aliados hundidos o dañados por la Decima MAS
| Fecha              | Lugar         | Barco(s) |
| ------------------ | ------------- | --- |
| marzo de 1941      | Bahía de Suda | Crucero HMS York (puesto fuera de combate, destruido por su tripulación para no ser capturado) Petrolero Pericles Petrolero (probable) Carguero (probable)                                                                  |
| septiembre de 1941 | Gibraltar     | Petrolero Denby Dale Petrolero Fiona Shell Carguero Durham |
| diciembre de 1941  | Alejandría    | Acorazado HMS Queen Elizabeth (reparado y envidado a combate en 1944) Acorazado HMS Valiant (reparado y enviado a combate en 1943) Petrolero Sagona Destructor HMS Jervis (estuvo 6 semanas en dique seco por reparaciones) |
| junio de 1942      | Sebastopol    | Transporte de tropas (Unión Soviética) Embarcación pequeña (Unión Soviética) Dos submarinos soviéticos |
| julio de 1942      | Gibraltar     | Carguero Meta Carguero Empire Snipe (fuera de servicio para octubre de 1942) Carguero Shuma Carguero Baron Douglas |
| agosto de 1942     | El Daba       | Destructor HMS Eridge (puesto fuera de combate, luego empleado como barco base) |
| septiembre de 1942 | Gibraltar     | Carguero Raven's Point |
| diciembre de 1942  | Argel         | Carguero Ocean Vanquisher Carguero Berta Carguero Armattan Petrolero Empire Centaur (reparado) Transporte de tropas N.59 (Estados Unidos)                                                                                   |
| mayo de 1943       | Gibraltar     | Carguero Pat Harrison (Estados Unidos) Carguero Mahsud Carguero Camerata |
| julio de 1943      | Iskenderun    | Carguero Orion (Grecia) |
| julio de 1943      | Mersin        | Carguero Kaituna |
| agosto de 1943     | Iskenderun    | Carguero Fernplant (Noruega) |
| agosto de 1943     | Gibraltar     | Carguero Harrison Gray Otis (Estados Unidos) Carguero Stanridge Petrolero Thorshøvdi (Noruega) |

## Unidades sucesoras
Tras el Armisticio de Italia del 8 de septiembre de 1943, la Decima MAS fue disuelta. El gobierno de Badoglio en el sur de Italia bajo ocupación Aliada, declaró la guerra a Alemania y pasó a ser cobeligerante. Algunos marineros de la Decima MAS se unieron a los Aliados en la Armada Cobeligerante italiana para luchar contra la Alemania nazi y lo que aún quedaba del Eje. Se formó una nueva unidad, al mando de Forza, a la cual se unieron algunos de sus pioneros tales como de la Penne, recientemente liberado de un campo de prisioneros británico. La nueva unidad fue llamada Mariassalto, pero continuó siendo una unidad naval de elite que efectuaba operaciones especiales.
En el norte de Italia bajo ocupación alemana, Mussolini organizó la República Social Italiana (Repubblica Sociale Italiana, o RSI) para continuar la guerra como parte del Eje. Al mando de Borghese, la Decima Flottiglia fue resucitada como parte de la Armada Nacional Republicana (Marina Nazionale Repubblicana) de la RSI con su Cuartel General en Caserma del Muggiano, La Spezia. Hacia el fin de la guerra, tenía más de 18 000 miembros y a pesar de que Borghese la concibió como una unidad puramente naval, en las campañas terrestres bajo el mando del General SS Karl Wolff, se ganó una reputación de salvaje fuerza profascista, anticomunista y antipartisanos al lado del Ejército alemán (Wehrmacht Heer).

### Mariassalto
Mariassalto fue creada en Tarento junto a la unidad de buzos militares de la Royal Navy destacada en el Mediterráneo. Forza estaba dispuesto a demostrar a los británicos su experiencia en este campo, con sus hombres dispuestos a entrar en acción, a pesar de ser ejecutados en caso de ser capturados.
Sin embargo, la supremacía naval Aliada les dejó algunos blancos a la unidad.
En junio de 1944 surgió la oportunidad de participar en la Operación QWZ, una misión conjunta contra blancos en el puerto de La Spezia. Fueron atacados los cruceros Bolzano y Gorizia, que habían sido capturados por los alemanes tras la rendición de Italia. Este ataque fue para evitar que sean hundidos por los alemanes a fin de bloquear la entrada del puerto. Otros blancos de la misión eran los submarinos alemanes anclados en el puerto. Los torpedos humanos británicos atacarían los cruceros, mientras que los buzos Gamma de Mariassalto atacarían los submarinos alemanes.
El 2 de junio de 1944, el destructor italiano Grecale zarpó desde Bastia, Córcega, hacia La Spezia, transportando tres lanchas rápidas, a los buzos militares italianos (entre los cuales estaba Luigi Durand de la Penne) y tres torpedos humanos Chariot.
Un torpedo humano se averió y fue abandonado, aunque el otro logró hundir al Bolzano. Sin embargo, los buzos Gamma no tuvieron éxito en su ataque contra los búnkeres de los submarinos. Todos los que participaron en la misión huyeron a tierra para reunirse con grupos de partisanos.
En abril de 1945 se planeó la última misión, la Operación Toast.
Su objetivo era hundir al portaviones italiano Aquila, que apenas había sido terminado de construir en Génova.
Para esto, los hombres de Mariassalto emplearían un torpedo humano Chariot porque no tenían ningún SLC disponible.
El 18 de abril de 1945, el destructor italiano Legionario, transportando dos lanchas equipadas con un torpedo humano cada una, zarpó hacia Génova al mando de Gerolamo Manisco. Un torpedo humano se averió y tuvo que ser abandonado, pero el otro equipo logró acoplar una carga explosiva bajo el Aquila. La carga explotó, pero el barco quedó a flote y fue hundido más tarde por los alemanes para bloquear la entrada del puerto.

### Decima MAS (RSI)
Algunos hombres de la Decima MAS que estaban en el norte de Italia bajo ocupación alemana, siguieron formando parte de las fuerzas del Eje y se unieron a la República Social Italiana bajo el mando del Capitán Borghese. Su reputación y la de la Decima MAS le permitieron negociar un acuerdo con las fuerzas alemanas, por el cual la Decima MAS tenía una mayor autonomía, se le permitía combatir bajo bandera italiana (al mando de los alemanes) y no participaba en acciones contra otros italianos. Borghese fue reconocido como líder de la unidad.

#### Ideología
Los principales temas de la ideología de la Decima MAS eran el "honor" de defender a Italia de la "traición" del armisticio con los Aliados, un fuerte antisemitismo debido a la notable influencia nazi y un llamado a defender la integridad territorial de Italia ante los Aliados. Esto era bastante irónico, porque el Tercer Reich ya estaba anexando territorios del noreste de Italia y los integraba directamente a su territorio como las Zona Operativa del pedemonte alpino y Zona Operativa del litoral adriático.
La unidad tenía su propia revista semanal, L'orizzonte (El Horizonte), en la cual autores tales como Giovanni Preziosi publicaban artículos virulentamente antisemitas sobre conspiraciones judías. La revista tenía problemas para su distribución, ya que se creía que la popularidad de Borghese entre los fascistas radicales reduciría la influencia de Mussolini.

#### Himno
<<Quando pareva vinta Roma antica,

sorse l'invitta decima legione;

vinse sul campo il barbaro nemico,

Roma riebbe pace con onore;

quando l'ignobil 8 di settembre,

abbandonò la patria il traditore,

sorse dal mar la decima flottiglia,

che prese l'armi al grido "per l'onore!".

Decima flottiglia nostra,

che beffasti l'inghilterra,

vittoriosa ad Alessandria,

Malta, Suda e Gibilterra;

vittoriosa già sul mare,

ora pure sulla terra,

vincerai!

Navi d'Italia che ci foste tolte,

non in battaglia, ma col tradimento,

nostri fratelli prigionieri o morti,

noi vi facciamo questo giuramento:

noi vi giuriamo che ritorneremo,

là dove dio volle il tricolore;

noi vi giuriamo che combatteremo,

fin quando avremo pace con onore.

Decima flottiglia nostra,

che beffasti l'inghilterra,

vittoriosa ad Alessandria,

Malta, Algeri e Gibilterra;

vittoriosa già sul mare,

ora pure sulla terra,

vincerai!!!>>
<<Cuando la antigua Roma parecía derrotada,

se levantó la invicta Décima Legión;

En el campo derrotó al bárbaro enemigo,

Roma volvió a obtener paz con honor;

cuando, [en] el infame ocho de septiembre,

el traidor a la Patria abandonó,

desde el mar se levantó la Décima Flotilla

en armas y al grito de "¡por el honor!".

Nuestra [gloriosa] Décima Flotilla,

que a Inglaterra humilló,

victoriosa en Alejandría,

Malta, Suda y Gibraltar;

ya victoriosa sobre el mar,

así como en la tierra,

vencerá!

[Por] Los barcos de Italia que fueron hundidos,

no en batalla sino por traición,

camaradas prisioneros o muertos,

por ustedes este juramento hacemos:

Juramos que retornaremos

donde Dios desee la Tricolor;

Juramos que lucharemos,

hasta que tengamos paz con honor.

Nuestra [gloriosa] Décima Flotilla,

que a Inglaterra humilló,

victoriosa en Alejandría,

Malta, Argel y Gibraltar;

ya victoriosa sobre el mar,

así como en la tierra,

vencerá!>>

#### Relaciones con la RSI
Las relaciones con la República Social Italiana no eran sencillas. El 14 de enero de 1944, Benito Mussolini arrestó a Borghese mientras lo recibía en Gargano, para tener control directo sobre la Decima MAS. Las noticias del arresto llegaron hasta los oficiales de la Decima, que consideraron marchar hacia Salò, la capital. Sin embargo, el mando alemán usó su influencia para liberar a Borghese porque necesitaban el equipo, la experiencia y la fuerza de la Decima MAS como fuerza antipartisanos.

#### Operaciones navales
La Decima MAS (RSI) tuvo poca participación en operaciones navales. Sus equipos habían sido abandonados en el sur y sus actividades navales fueron frustradas por la supremacía naval Aliada.
En noviembre de 1944 cuatro buzos militares (Malacarne, Sorgetti, Bertoncin y Pavone), que estaban bajo mando alemán, fueron insertados por una lancha rápida y nadaron al interior del puerto de Livorno para instalar una base secreta de sabotaje, pero fueron capturados.

#### Operaciones antipartisanos
La Decima MAS fue principalmente empleada en operaciones antipartisanos en tierra antes que contra los Aliados en el mar. Sus operaciones usualmente tenían lugar en pequeños pueblos, donde los partisanos eran más fuertes. Algunos ejemplos:
- Forno: la Decima MAS y algunos elementos del Waffen-SS mataron a 68 personas, principalmente civiles y algunos partisanos.[24][25]
- Guadine: se llevaron a cabo actos de violencia aleatorios para aterrorizar a sus habitantes, que se creía apoyaban a los partisanos. El pueblo fue casi totalmente destruido por el fuego.[26]
- Borgo Ticino: junto al Waffen-SS mataron a 12 civiles, saquearon e incendiaron el pueblo porque tres soldados alemanes habían sido heridos por los partisanos.[27]
- Castelletto Ticino: Para hacer una "demostración" de "mano dura contra el crimen", un oficial de la Decima MAS ametralló públicamente a cinco delincuentes de poca monta luego de juntar a una multitud para aterrorizarla.[28]
- Crocetta del Montello: tuvieron lugar episodios de tortura con látigos y gasolina, así como ejecuciones sumarias de partisanos.[29]

#### Defensa de las fronteras nacionales italianas
Sin embargo, las unidades de la Decima MAS también se ganaron una buena reputación de combate peleando en primera línea contra los Aliados en Anzio y en la Línea Gótica. En los últimos meses de la guerra, unidades de la Decima MAS fueron despachadas a la frontera oriental italiana para combatir a los partisanos de Tito que trataban de liberar Istria y Venecia Julia.

#### Desmovilización
El 26 de abril de 1945, en lo que hoy es la Piazza della Repubblica en Milán, Borghese finalmente ordenó disolverse a la Decima MAS. Fue rápidamente capturado por partisanos, pero lo rescató el oficial OSS James Angleton, que lo visitió con un uniforme estadounidense y lo llevó a Roma para ser interrogado por los Aliados. Esto dejó a muchos camaradas de Borghese en manos de los partisanos.[cita requerida] Borghese fue acusado por crímenes de guerra, procesado y sentenciado a 12 años de prisión, pero fue liberado por la Suprema Corte de Italia en 1949. Los estadounidenses estaban muy interesados en infiltrarse dentro de las organizaciones comunistas italianas, lo cual había logrado hacer Borghese, por lo que fue reclutado para ayudarles a crear unidades de contraespionaje.

#### Organización de la Decima MAS de la RSI
- Unidades navales
  - Nadadores de combate y buzos militares
- 1° Grupo de combate
  - Batallones Barbarigo y Lupo
  - Batallón de Paracaidistas Nuotatori Paracadutisti
  - Batallón de Artillería Colleoni
  - Batallón de Ingenieros Freccia - solamente su 1.ª Compañía
- 2.º Grupo de combate
  - Batallón de Ingenieros de Asalto Valanga
  - Batallones Sagittario, Freccia y Fulmine
  - Batallón de recultamiento y reserva Castagnacci
  - Batallón de Artillería Da Giussano
  - Batallón de Ingenieros Freccia - 2.ª y 3.ª Compañía
- 8 batallones de Infantería independientes
- 5 compañías de Infantería independientes
- Servicio Auxiliar Femenino

## Después de 1945
En 2006, el Almirantazgo de la República Italiana reconoció a los veteranos de la Decima MAS como combatientes de la Segunda Guerra Mundial y le entregó la bandera de batalla a la asociación.

## En la Cultura Popular
Las hazañas de estos buzos italianos están retratadas en varias películas, entre ellas "The Silent Enemy" (1958) dirigida por William Fairchild, con Lawrence Harvey y Dawn Adams, ambientada en Gibraltar. También en "Hell Raiders of the Deep" ("I sette dell'orsa maggiore") de 1963, dirigida por Duilio Coletti (ambientada en Alejandría).   